# Татарский переулок (Тверь)
Тата́рский переулок (с 1930-х —1993 год — переулок Специали́стов) — улица в Центральном районе Твери, проходит от Староворобьёвской улицы до набережной Степана Разина.

## Расположение
Татарский переулок начинается от Староворобьёвской улицы и продолжается в северо-восточном направлении, параллельно улице Салтыкова-Щедрина. Пересекает улицы Бассейную, Чернышевского, Медниковскую и Серебряную. Северная часть Татарского переулка находится на той же линии, что и южная, но не связана с ней. Далее переулок пересекает улицы Крылова, Советскую и Рыбацкую, после чего упирается в набережную Степана Разина.
Общая протяжённость Татарского переулка составляет 680 метров.

## История
Татарский переулок был проведён в 1760-х годах по первому регулярному плану в составе предместья. Своё название получил по населению переулка и его окрестностей (татарам-ремесленникам).
Застраивался одно- и двухэтажными жилыми домами, изначально главным образом деревянными, но в XIX веке среди них появились и кирпичные. В 1932 году на углу с Советской улицей был построен пятиэтажный дом ИТР (или специалистов). По этому дому Татарский переулок был переименован в переулок Специалистов.
В конце 1970-х годов была снесена застройка чётной стороны между улицами Серебряная и Крылова. В этом квартале началось строительство высотной гостиницы «Тверской», в связи с чем часть переулка закрыта для проезда и прохода.
В 1993 году переулку было возвращено историческое название.